# Chelsea Football Club 2014-2015
Questa voce raccoglie le informazioni riguardanti il Chelsea Football Club nelle competizioni ufficiali della stagione 2014-2015.

## Stagione

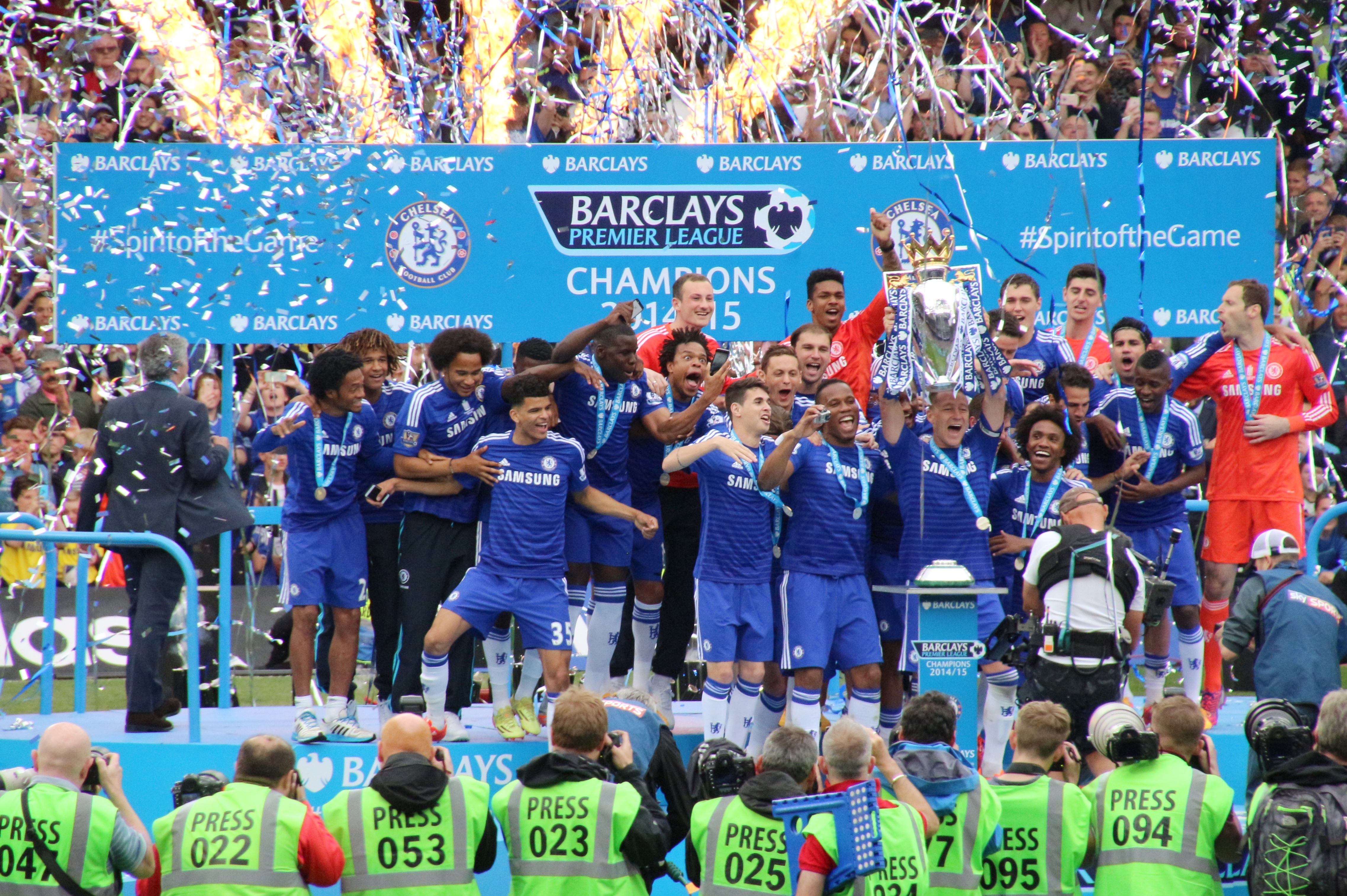
Terry che alza il trofeo della Premier League all'ultima giornata.

Stagione trionfale per il Chelsea, guidato da José Mourinho per la seconda stagione consecutiva (sesta in assoluto): la squadra ottiene abbastanza agevolmente la vetta della classifica di Premier League, fregiandosi del titolo, il terzo per l’allenatore portoghese. Decisivi gli apporti di Diego Costa, acquistato dall’Atletico Madrid vicecampione d’Europa, e del nuovo portiere Thibaut Courtois, anch’esso proveniente dai Colchoneros.

## Maglie e sponsor
Confermati sia lo sponsor tecnico sia quello ufficiale, rispettivamente Adidas e Samsung.
| Casa | Trasferta | Terza divisa | 1ª portiere | 2ª portiere | 3ª portiere |

## Organigramma societario
Aggiornato al 31 luglio 2014
Chelsea Ltd.
- Proprietario: Roman Abramovič

Chelsea F.C. plc
- Presidente: Bruce Buck
- Direttori: Ron Gourlay, Marina Granovskaia e Eugene Tenenbaum

Board Esecutivo
- Capo Esecutivo: Ron Gourlay
- Direttore finanziario e operativo: Chris Alexander
- Segretario del club: David Barnard
- Segretario della compagnia: Alan Shaw
- Direttori: Marina Granovskaia e Eugene Tenenbaum

Board Chelsea Football Club
- Direttori: Ron Gourlay, Marina Granovskaia e Eugene Tenenbaum
- Direttore sportivo: Mike Forde
- Direttore tecnico: Michael Emenalo

Altre cariche
- Presidente onorario: Sir Richard Attenborough

Area tecnica
- Manager: José Mourinho
- Assistenti allenatore: Steve Holland, Rui Faria, Silvino Louro e José Morais
- Preparatore dei portieri: Cristophe Lollichon
- Fitness coach: Chris Jones
- Direttore medico: Paco Biosca
- Assistente direttore medico: Eva Carneiro
- Osservatore squadre avversarie: Mick McGiven
- Capo degli osservatori e di analisi delle partite: James Melbourne
- Capo del settore giovanile: Neil Bath
- Manager squadra under-21: Adi Viveash
- Manager squadra under-18: Joe Edwards

## Rosa
Rosa e numerazione aggiornate al 30 aprile 2015.
| N. |                           | Ruolo | Calciatore         |
| -- | ------------------------- | ----- | ------------------ |
| 1  | Rep. Ceca (bandiera)      | P     | Petr Čech          |
| 2  | Serbia (bandiera)         | D     | Branislav Ivanović |
| 3  | Brasile (bandiera)        | D     | Filipe Luís        |
| 4  | Spagna (bandiera)         | C     | Cesc Fàbregas      |
| 6  | Paesi Bassi (bandiera)    | D     | Nathan Aké         |
| 5  | Francia (bandiera)        | D     | Kurt Zouma         |
| 7  | Brasile (bandiera)        | C     | Ramires            |
| 8  | Brasile (bandiera)        | C     | Oscar              |
| 9  | Spagna (bandiera)         | A     | Fernando Torres    |
| 10 | Belgio (bandiera)         | C     | Eden Hazard        |
| 11 | Costa d'Avorio (bandiera) | A     | Didier Drogba      |
| 12 | Nigeria (bandiera)        | C     | John Obi Mikel     |
| 14 | Germania (bandiera)       | A     | André Schürrle     |
| 13 | Belgio (bandiera)         | P     | Thibaut Courtois   |
| 16 | Paesi Bassi (bandiera)    | C     | Marco van Ginkel   |
| 17 | Egitto (bandiera)         | C     | Mohamed Salah      |

| N. |                        | Ruolo | Calciatore            |
| -- | ---------------------- | ----- | --------------------- |
| 18 | Francia (bandiera)     | A     | Loïc Rémy             |
| 19 | Spagna (bandiera)      | A     | Diego Costa           |
| 21 | Serbia (bandiera)      | C     | Nemanja Matić         |
| 22 | Brasile (bandiera)     | C     | Willian               |
| 23 | Australia (bandiera)   | P     | Mark Schwarzer        |
| 23 | Colombia (bandiera)    | C     | Juan Cuadrado         |
| 24 | Inghilterra (bandiera) | D     | Gary Cahill           |
| 26 | Inghilterra (bandiera) | D     | John Terry (capitano) |
| 28 | Spagna (bandiera)      | D     | César Azpilicueta     |
| 31 | Danimarca (bandiera)   | D     | Andreas Christensen   |
| 34 | Inghilterra (bandiera) | C     | Lewis Baker           |
| 35 | Inghilterra (bandiera) | A     | Dominic Solanke       |
| 36 | Inghilterra (bandiera) | C     | Ruben Loftus-Cheek    |
| 37 | Inghilterra (bandiera) | A     | Isaiah Brown          |
| 46 | Inghilterra (bandiera) | P     | Jamal Blackman        |

## Calciomercato

### Sessione estiva (dall'1/7 all'1/9)
| Acquisti         | Acquisti            | Acquisti        | Acquisti                    |
| R.               | Nome                | da              | Modalità                    |
| ---------------- | ------------------- | --------------- | --------------------------- |
| A                | Diego Costa         | Atlético Madrid | definitivo (38 milioni €)   |
| C                | Cesc Fàbregas       | Barcellona      | definitivo (33 milioni €)   |
| D                | Filipe Luís         | Atlético Madrid | definitivo (20 milioni €)   |
| D                | Mario Pašalić       | Hajduk Spalato  | definitivo (2,5 milioni €)  |
| A                | Didier Drogba       | svincolato      |                             |
| A                | Loïc Rémy           | QPR             | definitivo (10,1 milioni €) |
| D                | Kurt Zouma          | Saint-Étienne   | fine prestito               |
| P                | Thibaut Courtois    | Atlético Madrid | fine prestito               |
| A                | Romelu Lukaku       | Everton         | fine prestito               |
| Altre operazioni |                     |                 |                             |
| R.               | Nome                | da              | Modalità                    |
| C                | Ryan Bertrand       | Aston Villa     | fine prestito               |
| D                | Patrick van Aanholt | Vitesse         | fine prestito               |
| C                | Lucas Piazon        | Vitesse         | fine prestito               |
| C                | Gaël Kakuta         | Lazio           | fine prestito               |
| C                | Billy Clifford      | Anversa         | fine prestito               |
| P                | Matej Delač         | Sarajevo        | fine prestito               |
| C                | Ulises Dávila       | Córdoba         | fine prestito               |
| C                | Christian Atsu      | Vitesse         | fine prestito               |
| A                | Stipe Perica        | NAC Breda       | fine prestito               |
| D                | Wallace             | Inter           | fine prestito               |
| C                | Thorgan Hazard      | Zulte Waregem   | fine prestito               |
| C                | Oriol Romeu         | Valencia        | fine prestito               |
| C                | Marko Marin         | Siviglia        | fine prestito               |
| C                | Cristian Cuevas     | Eindhoven       | fine prestito               |
| C                | Victor Moses        | Liverpool       | fine prestito               |

| Cessioni         | Cessioni            | Cessioni              | Cessioni                                   |
| R.               | Nome                | a                     | Modalità                                   |
| ---------------- | ------------------- | --------------------- | ------------------------------------------ |
| D                | David Luiz          | Paris Saint-Germain   | definitivo (49,5 mln €)                    |
| A                | Romelu Lukaku       | Everton               | definitivo (35,36 mln €)                   |
| A                | Demba Ba            | Beşiktaş              | definitivo (6 mln €)                       |
| D                | Tomáš Kalas         | Colonia               | prestito oneroso (fino al 4/1) (0,2 mln €) |
| D                | Ashley Cole         |                       | svincolato                                 |
| D                | Mario Pašalić       | Elche                 | prestito                                   |
| C                | Frank Lampard       |                       | svincolato                                 |
| A                | Samuel Eto'o        |                       | svincolato                                 |
| P                | Henrique Hilário    |                       | svincolato                                 |
| C                | Oriol Romeu         | Stoccarda             | prestito                                   |
| C                | Victor Moses        | Stoke City            | prestito                                   |
| C                | Marko Marin         | Fiorentina            | prestito (fino al 19/1)                    |
| A                | Fernando Torres     | Milan                 | prestito biennale                          |
| C                | Marco van Ginkel    | Milan                 | prestito                                   |
| Altre operazioni |                     |                       |                                            |
| R.               | Nome                | a                     | Modalità                                   |
| D                | Patrick van Aanholt | Sunderland            | definitivo (3 mln €)                       |
| C                | Thorgan Hazard      | Borussia M'gladbach   | prestito oneroso (1,5 mln €)               |
| C                | Lucas Piazon        | Eintracht Francoforte | prestito oneroso (0,8 mln €)               |
| C                | Ryan Bertrand       | Southampton           | prestito                                   |
| D                | Wallace             | Vitesse               | prestito                                   |
| A                | Jhon Pírez          |                       | svincolato                                 |
| A                | Milan Lalkovič      |                       | svincolato                                 |
| D                | Sam Hutchinson      |                       | svincolato                                 |
| A                | Daniel Pappoe       |                       | svincolato                                 |
| C                | Gaël Kakuta         | Rayo Vallecano        | prestito                                   |
| C                | John Swift          | Rotherham Utd         | prestito (fino al 15/11)                   |
| D                | Kenneth Omeruo      | Middlesbrough         | prestito                                   |
| C                | Billy Clifford      | Walsall               | definitivo                                 |
| C                | Christian Atsu      | Everton               | prestito                                   |
| A                | Joao Rodríguez      | Bastia                | prestito                                   |
| A                | Stipe Perica        | NAC Breda             | prestito (fino al 28/1)                    |
| C                | Josh McEachran      | Vitesse               | prestito                                   |
| C                | George Saville      | Wolverhampton         | definitivo (1,25 mln €)                    |
| A                | Patrick Bamford     | Middlesbrough         | prestito                                   |
| P                | Matej Delač         | Arles                 | prestito                                   |
| C                | Ulises Dávila       | Tenerife              | prestito (fino al 20/1)                    |
| A                | Islam Feruz         | OFI Creta             | prestito (fino al 31/12)                   |
| D                | Nathaniel Chalobah  | Burnley               | prestito (fino al 2/1)                     |
| P                | Jamal Blackman      | Middlesbrough         | prestito (fino al 6/1)                     |

### Trasferimenti tra le due sessioni
| Acquisti | Acquisti    | Acquisti      | Acquisti      |
| R.       | Nome        | da            | Modalità      |
| -------- | ----------- | ------------- | ------------- |
| C        | John Swift  | Rotherham Utd | fine prestito |
| A        | Islam Feruz | OFI Creta     | fine prestito |

| Cessioni | Cessioni   | Cessioni       | Cessioni                |
| R.       | Nome       | a              | Modalità                |
| -------- | ---------- | -------------- | ----------------------- |
| D        | Todd Kane  | Bristol City   | prestito (fino all'8/1) |
| D        | Alex Davey | Scunthorpe Utd | prestito                |

### Sessione invernale (dal 3/1 al 2/2)
| Acquisti         | Acquisti           | Acquisti      | Acquisti                |
| R.               | Nome               | da            | Modalità                |
| ---------------- | ------------------ | ------------- | ----------------------- |
| C                | Juan Cuadrado      | Fiorentina    | definitivo (33,4 mln €) |
| Altre operazioni |                    |               |                         |
| R.               | Nome               | da            | Modalità                |
| D                | Nathaniel Chalobah | Burnley       | fine prestito           |
| P                | Jamal Blackman     | Middlesbrough | fine prestito           |
| D                | Todd Kane          | Bristol City  | fine prestito           |
| D                | Tomáš Kalas        | Colonia       | fine prestito           |
| C                | Marko Marin        | Fiorentina    | fine prestito           |
| C                | Ulises Dávila      | Tenerife      | fine prestito           |
| A                | Stipe Perica       | NAC Breda     | fine prestito           |

| Cessioni         | Cessioni           | Cessioni          | Cessioni                                          |
| R.               | Nome               | a                 | Modalità                                          |
| ---------------- | ------------------ | ----------------- | ------------------------------------------------- |
| A                | Fernando Torres    | Milan             | definitivo (3 mln €)                              |
| P                | Mark Schwarzer     | Leicester City    | definitivo                                        |
| A                | André Schürrle     | Wolfsburg         | definitivo (32 mln €)                             |
| C                | Mohamed Salah      | Fiorentina        | prestito                                          |
| C                | Ryan Bertrand      | Southampton       | definitivo (12,78 mln €)                          |
| Altre operazioni |                    |                   |                                                   |
| R.               | Nome               | a                 | Modalità                                          |
| C                | John Swift         | Swindon Town      | prestito                                          |
| A                | Alex Kiwomya       | Barnsley          | prestito (fino al 3/3)                            |
| D                | Todd Kane          | Nottingham Forest | prestito                                          |
| C                | Lewis Baker        | Sheffield Weds    | prestito (fino all'11/2)                          |
| D                | Tomáš Kalas        | Middlesbrough     | prestito                                          |
| A                | Islam Feruz        | Blackpool         | prestito                                          |
| C                | Marko Marin        | Anderlecht        | prestito                                          |
| C                | Ulises Dávila      | Vitória Setúbal   | prestito                                          |
| D                | Nathaniel Chalobah | Reading           | prestito                                          |
| A                | Stipe Perica       | Udinese           | prestito oneroso (fino a giugno 2016) (0,5 mln €) |

### Trasferimenti dopo la sessione invernale
| Acquisti | Acquisti     | Acquisti | Acquisti      |
| R.       | Nome         | da       | Modalità      |
| -------- | ------------ | -------- | ------------- |
| A        | Alex Kiwomya | Barnsley | fine prestito |
| D        | Nathan Aké   | Reading  | fine prestito |

| Cessioni | Cessioni    | Cessioni | Cessioni                |
| R.       | Nome        | a        | Modalità                |
| -------- | ----------- | -------- | ----------------------- |
| C        | Lewis Baker | MK Dons  | prestito                |
| D        | Nathan Aké  | Reading  | prestito (fino al 22/4) |

## Risultati

### Premier League
| Arbitro: | Oliver |

|             |           |                                     |
| Arfield 14’ | Marcatori | 17’ Costa 21’ Schürrle 34’ Ivanović |

| Arbitro: | Mason |

|                      |           |  |
| Costa 63’ Hazard 77’ | Marcatori |  |

| Arbitro: | Moss |

|                                     |           |                                                                    |
| Mirallas 45’ Naismith 69’ Eto'o 76’ | Marcatori | 1’, 90’ Costa 3’ Ivanović 67’ (aut.) Coleman 74’ Matic 77’ Ramires |

| Arbitro: | Friend |

|                              |           |                              |
| Costa 45’, 56’, 67’ Rémy 81’ | Marcatori | 11’ (aut.) Terry 86’ Shelvey |

| Arbitro: | Dean |

|             |           |              |
| Lampard 85’ | Marcatori | 71’ Schürrle |

| Arbitro: | Dowd |

|                                |           |  |
| Oscar 7’ Costa 59’ Willian 79’ | Marcatori |  |

| Arbitro: | Atkinson |

|                             |           |  |
| Hazard 27’ (rig.) Costa 78’ | Marcatori |  |

| Arbitro: | Pawson |

|              |           |                       |
| Campbell 90’ | Marcatori | 6’ Oscar 51’ Fàbregas |

| Arbitro: | Dowd |

|                  |           |            |
| van Persie 90+4’ | Marcatori | 53’ Drogba |

| Arbitro: | Jones |

|                             |           |            |
| Oscar 32’ Hazard 75’ (rig.) | Marcatori | 62’ Austin |

| Arbitro: | Taylor |

|        |           |                      |
| Can 9’ | Marcatori | 14’ Cahill 67’ Costa |

| Arbitro: | Mason |

|                      |           |  |
| Costa 11’ Hazard 25’ | Marcatori |  |

| Sunderland 29 novembre 2014, ore 18:30 CET 13ª giornata | Sunderland | 0 – 0 referto | Chelsea | Stadium of Light (45.232 spett.)\| Arbitro: \| Friend \| |
| Arbitro:                                                | Friend     |               |         |                                                          |

| Arbitro: | Dean |

|                                |           |  |
| Hazard 19’ Drogba 22’ Rémy 73’ | Marcatori |  |

| Arbitro: | Atkinson |

|                |           |            |
| Cissé 57’, 78’ | Marcatori | 83’ Drogba |

| Arbitro: | Foy |

|                     |           |  |
| Hazard 7’ Costa 68’ | Marcatori |  |

| Arbitro: | Swarbrick |

|  |           |                       |
|  | Marcatori | 2’ Terry 78’ Fàbregas |

| Arbitro: | Oliver |

|                     |           |  |
| Terry 31’ Costa 62’ | Marcatori |  |

| Arbitro: | Taylor |

|          |           |              |
| Mané 17’ | Marcatori | 45+1’ Hazard |

| Arbitro: | Dowd |

|                                                         |           |                                |
| Kane 30’, 52’ Rose 44’ Townsend 45+4’ (rig.) Chadli 78’ | Marcatori | 18’ Costa 61’ Hazard 87’ Terry |

| Arbitro: | East |

|                     |           |  |
| Oscar 43’ Costa 59’ | Marcatori |  |

| Arbitro: | Moss |

|  |           |                                           |
|  | Marcatori | 1’, 36’ Oscar 20’, 34’ Costa 79’ Schürrle |

| Arbitro: | Clattenburg |

|          |           |           |
| Rémy 41’ | Marcatori | 45’ Silva |

| Arbitro: | Swarbrick |

|           |           |                        |
| Okore 48’ | Marcatori | 8’ Hazard 66’ Ivanović |

| Arbitro: | Moss |

|             |           |  |
| Willian 89’ | Marcatori |  |

| Arbitro: | Atkinson |

|              |           |         |
| Ivanović 14’ | Marcatori | 81’ Mee |

| Arbitro: | Clattenburg |

|                  |           |                                  |
| Albrighton 45+3’ | Marcatori | 48’ Drogba 79’ Terry 83’ Ramires |

| Arbitro: | Marriner |

|  |           |            |
|  | Marcatori | 22’ Hazard |

| Arbitro: | Dean |

|           |           |                  |
| Costa 11’ | Marcatori | 19’ (rig.) Tadić |

| Arbitro: | Oliver |

|                                |           |                             |
| Al-Muhammadi 26’ Hernández 28’ | Marcatori | 2’ Hazard 9’ Costa 77’ Rémy |

| Arbitro: | Moss |

|                            |           |          |
| Hazard 39’ (rig.) Rémy 62’ | Marcatori | 44’ Adam |

| Arbitro: | Marriner |

|  |           |              |
|  | Marcatori | 88’ Fàbregas |

| Arbitro: | Dean |

|            |           |  |
| Hazard 38’ | Marcatori |  |

| Londra 26 aprile 2015, ore 17:00 CEST 34ª giornata | Arsenal | 0 – 0 referto | Chelsea | Emirates Stadium (60.066 spett.)\| Arbitro: \| Oliver \| |
| Arbitro:                                           | Oliver  |               |         |                                                          |

| Arbitro: | Friend |

|            |           |  |
| Hazard 45’ | Marcatori |  |

| Arbitro: | Marriner |

|          |           |             |
| Terry 5’ | Marcatori | 44’ Gerrard |

| Arbitro: | Jones |

|                                   |           |  |
| Berahino 9’, 47’ (rig.) Brunt 60’ | Marcatori |  |

| Arbitro: | Mason |

|                                |           |              |
| Costa 37’ (rig.) Rémy 70’, 88’ | Marcatori | 26’ Fletcher |

### FA Cup
| Arbitro: | Friend |

|                                |           |  |
| Willian 58’ Rémy 69’ Zouma 72’ | Marcatori |  |

| Arbitro: | Marriner |

|                        |           |                                                |
| Cahill 21’ Ramires 38’ | Marcatori | 42’ Stead 75’ Morais 82’ Halliday 90+4’ Yeates |

### Football League Cup
| Arbitro: | Scott |

|                     |           |           |
| Zouma 25’ Oscar 54’ | Marcatori | 31’ Mills |

| Arbitro: | Swarbrick |

|            |           |                                 |
| Mangan 77’ | Marcatori | 48’ Drogba 80’ (aut.) Grandison |

| Arbitro: | Moss |

|            |           |                                         |
| Bryson 71’ | Marcatori | 23’ Hazard 56’ Filipe Luís 82’ Schürrle |

| Arbitro: | Atkinson |

|              |           |                   |
| Sterling 59’ | Marcatori | 18’ (rig.) Hazard |

| Arbitro: | Oliver |

|              |           |  |
| Ivanović 93’ | Marcatori |  |

| Arbitro: | Taylor |

|                             |           |  |
| Terry 45’ Walker 56’ (aut.) | Marcatori |  |

### UEFA Champions League

#### Fase a gironi
| Arbitro: | Bebek |

|              |           |               |
| Fàbregas 11’ | Marcatori | 62’ Huntelaar |

| Arbitro: | Mateu Lahoz |

|  |           |           |
|  | Marcatori | 34’ Matic |

| Arbitro: | Makkelie |

|                                                                              |           |  |
| Rémy 13’ Drogba 23’ (rig.) Terry 31’ Viler 54’ (aut.) Hazard 77’ (rig.), 90’ | Marcatori |  |

| Arbitro: | Orsato |

|             |           |           |
| Ibraimi 50’ | Marcatori | 73’ Matic |

| Arbitro: | Eriksson |

|  |           |                                                                  |
|  | Marcatori | 2’ Terry 29’ Willian 44’ (aut.) Kirchhoff 76’ Drogba 78’ Ramires |

| Arbitro: | Moen |

|                                           |           |           |
| Fàbregas 8’ (rig.) Schürrle 16’ Mikel 56’ | Marcatori | 50’ Silva |

#### Ottavi di finale
| Arbitro: | çakir |

|            |           |              |
| Cavani 54’ | Marcatori | 36’ Ivanović |

| Arbitro: | Kuipers |

|                              |           |                                  |
| Cahill 81’ Hazard 96’ (rig.) | Marcatori | 86’ David Luiz 114’ Thiago Silva |

## Statistiche

### Statistiche di squadra
Statistiche aggiornate al 24 maggio 2015
| Competizione        | Punti | In casa | In casa | In casa | In casa | In casa | In casa | In trasferta | In trasferta | In trasferta | In trasferta | In trasferta | In trasferta | Totale | Totale | Totale | Totale | Totale | Totale | DR  |
| Competizione        | Punti | G       | V       | N       | P       | Gf      | Gs      | G            | V            | N            | P            | Gf           | Gs           | G      | V      | N      | P      | Gf     | Gs     | DR  |
| ------------------- | ----- | ------- | ------- | ------- | ------- | ------- | ------- | ------------ | ------------ | ------------ | ------------ | ------------ | ------------ | ------ | ------ | ------ | ------ | ------ | ------ | --- |
| Premier League      | 87    | 19      | 15      | 4       | 0       | 36      | 9       | 19           | 11           | 5            | 3            | 37           | 23           | 38     | 26     | 9      | 3      | 73     | 32     | +41 |
| FA Cup              | -     | 2       | 1       | 0       | 1       | 5       | 4       | 0            | 0            | 0            | 0            | 0            | 0            | 2      | 1      | 0      | 1      | 5      | 4      | +1  |
| Football League Cup | -     | 2       | 2       | 0       | 0       | 3       | 1       | 3            | 2            | 1            | 0            | 6            | 3            | 6      | 5      | 1      | 0      | 11     | 4      | +7  |
| Champions League    | -     | 4       | 2       | 2       | 0       | 12      | 4       | 4            | 2            | 2            | 0            | 8            | 2            | 8      | 4      | 4      | 0      | 20     | 6      | +14 |
| Totale              | -     | 27      | 20      | 6       | 1       | 56      | 18      | 26           | 15           | 8            | 3            | 51           | 28           | 54     | 36     | 14     | 4      | 109    | 46     | +63 |

### Andamento in campionato
| Giornata  | 1 | 2 | 3 | 4 | 5 | 6 | 7 | 8 | 9 | 10 | 11 | 12 | 13 | 14 | 15 | 16 | 17 | 18 | 19 | 20 | 21 | 22 | 23 | 24 | 25 | 26 | 27 | 28 | 29 | 30 | 31 | 32 | 33 | 34 | 35 | 36 | 37 | 38 |
| --------- | - | - | - | - | - | - | - | - | - | -- | -- | -- | -- | -- | -- | -- | -- | -- | -- | -- | -- | -- | -- | -- | -- | -- | -- | -- | -- | -- | -- | -- | -- | -- | -- | -- | -- | -- |
| Luogo     | T | C | T | C | T | C | C | T | T | C  | T  | C  | T  | C  | T  | C  | T  | C  | T  | T  | C  | T  | C  | T  | C  | C  | T  | T  | C  | T  | C  | T  | C  | T  | C  | C  | T  | C  |
| Risultato | V | V | V | V | N | V | V | V | N | V  | V  | V  | N  | V  | P  | V  | V  | V  | N  | P  | V  | V  | N  | V  | V  | N  | V  | V  | N  | V  | V  | V  | V  | N  | V  | N  | P  | V  |
| Posizione | 1 | 3 | 1 | 1 | 1 | 1 | 1 | 1 | 1 | 1  | 1  | 1  | 1  | 1  | 1  | 1  | 1  | 1  | 1  | 1  | 1  | 1  | 1  | 1  | 1  | 1  | 1  | 1  | 1  | 1  | 1  | 1  | 1  | 1  | 1  | 1  | 1  | 1  |

Fonte:  Premier League – Classifiche, su sport.sky.it, sport.sky.it (archiviato dall'url originale il 19 agosto 2014).
Legenda:

Luogo: C = Casa; T = Trasferta. Risultato: V = Vittoria; N = Pareggio; P = Sconfitta.

### Statistiche dei giocatori
In corsivo i giocatori che hanno lasciato la squadra a stagione già iniziata.
| Giocatore       | Premier League | Premier League | Premier League | Premier League | FA Cup   | FA Cup | FA Cup      | FA Cup     | League Cup | League Cup | League Cup  | League Cup | Champions League | Champions League | Champions League | Champions League | Totale   | Totale | Totale      | Totale     |
| Giocatore       | Presenze       | Reti           | Ammonizioni    | Espulsioni     | Presenze | Reti   | Ammonizioni | Espulsioni | Presenze   | Reti       | Ammonizioni | Espulsioni | Presenze         | Reti             | Ammonizioni      | Espulsioni       | Presenze | Reti   | Ammonizioni | Espulsioni |
| --------------- | -------------- | -------------- | -------------- | -------------- | -------- | ------ | ----------- | ---------- | ---------- | ---------- | ----------- | ---------- | ---------------- | ---------------- | ---------------- | ---------------- | -------- | ------ | ----------- | ---------- |
| N. Aké          | 1              | 0              | 0              | 0              | 1        | 0      | 0           | 0          | 2          | 0          | 1           | 0          | 1                | 0                | 0                | 0                | 5        | 0      | 1           | 0          |
| C. Azpilicueta  | 29             | 0              | 1              | 1              | 2        | 0      | 0           | 0          | 5          | 0          | 0           | 0          | 4                | 0                | 1                | 0                | 40       | 0      | 2           | 1          |
| L. Baker        | 0              | 0              | 0              | 0              | 0        | 0      | 0           | 0          | 0          | 0          | 0           | 0          | 0                | 0                | 0                | 0                | 0        | 0      | 0           | 0          |
| J. Blackman     | 0              | 0              | 0              | 0              | 0        | 0      | 0           | 0          | 0          | 0          | 0           | 0          | 0                | 0                | 0                | 0                | 0        | 0      | 0           | 0          |
| I. Brown        | 1              | 0              | 0              | 0              | 0        | 0      | 0           | 0          | 0          | 0          | 0           | 0          | 0                | 0                | 0                | 0                | 1        | 0      | 0           | 0          |
| G. Cahill       | 36             | 1              | 5              | 0              | 2        | 1      | 0           | 0          | 4          | 0          | 1           | 0          | 6                | 1                | 0                | 0                | 48       | 3      | 6           | 0          |
| P. Čech         | 7              | -2             | 0              | 0              | 2        | -4     | 0           | 0          | 4          | -3         | 0           | 0          | 3                | -2               | 0                | 0                | 16       | -11    | 0           | 0          |
| A. Christensen  | 1              | 0              | 0              | 0              | 1        | 0      | 0           | 0          | 1          | 0          | 0           | 0          | 0                | 0                | 0                | 0                | 3        | 0      | 0           | 0          |
| D. Costa        | 26             | 20             | 8              | 0              | 1        | 0      | 0           | 0          | 3          | 0          | 1           | 0          | 7                | 0                | 1                | 0                | 37       | 20     | 10          | 0          |
| T. Courtois     | 32             | -30            | 1              | 0              | 0        | 0      | 0           | 0          | 2          | -1         | 0           | 0          | 5                | -4               | 0                | 0                | 39       | -35    | 1           | 0          |
| J. Cuadrado     | 12             | 0              | 2              | 0              | 0        | 0      | 0           | 0          | 1          | 0          | 1           | 0          | 1                | 0                | 0                | 0                | 14       | 0      | 3           | 0          |
| D. Drogba       | 28             | 4              | 5              | 0              | 2        | 0      | 0           | 0          | 5          | 1          | 0           | 0          | 5                | 2                | 0                | 0                | 40       | 7      | 5           | 0          |
| C. Fàbregas     | 34             | 3              | 11             | 1              | 1        | 0      | 0           | 0          | 4          | 0          | 0           | 0          | 8                | 2                | 2                | 0                | 47       | 5      | 13          | 1          |
| E. Hazard       | 38             | 14             | 2              | 0              | 1        | 0      | 0           | 0          | 6          | 2          | 0           | 0          | 7                | 3                | 1                | 0                | 52       | 19     | 3           | 0          |
| B. Ivanović     | 38             | 4              | 12             | 1              | 0        | 0      | 0           | 0          | 4          | 1          | 1           | 0          | 7                | 1                | 2                | 0                | 49       | 6      | 15          | 1          |
| R. Loftus-Cheek | 3              | 0              | 0              | 0              | 0        | 0      | 0           | 0          | 0          | 0          | 0           | 0          | 1                | 0                | 0                | 0                | 4        | 0      | 0           | 0          |
| F. Luís         | 15             | 0              | 1              | 0              | 1        | 0      | 0           | 0          | 5          | 1          | 1           | 0          | 5                | 0                | 2                | 0                | 26       | 1      | 4           | 0          |
| N. Matic        | 36             | 1              | 10             | 1              | 0        | 0      | 0           | 0          | 5          | 0          | 0           | 0          | 8                | 2                | 0                | 0                | 49       | 3      | 10          | 1          |
| J.O. Mikel      | 18             | 0              | 1              | 0              | 2        | 0      | 0           | 0          | 4          | 0          | 1           | 0          | 2                | 1                | 0                | 0                | 26       | 1      | 2           | 0          |
| Oscar           | 28             | 6              | 5              | 0              | 2        | 0      | 0           | 0          | 4          | 1          | 1           | 0          | 7                | 0                | 1                | 0                | 41       | 7      | 7           | 0          |
| Ramires         | 23             | 2              | 4              | 0              | 2        | 1      | 0           | 0          | 3          | 0          | 0           | 0          | 6                | 1                | 1                | 0                | 34       | 4      | 5           | 0          |
| L. Rémy         | 19             | 7              | 0              | 0              | 2        | 1      | 0           | 0          | 2          | 0          | 0           | 0          | 4                | 1                | 0                | 0                | 27       | 9      | 0           | 0          |
| M. Salah        | 3              | 0              | 0              | 0              | 1        | 0      | 0           | 0          | 2          | 0          | 0           | 0          | 2                | 0                | 0                | 0                | 8        | 0      | 0           | 0          |
| A. Schürrle     | 14             | 3              | 2              | 0              | 1        | 0      | 0           | 0          | 3          | 1          | 1           | 0          | 4                | 1                | 0                | 0                | 22       | 5      | 3           | 0          |
| M. Schwarzer    | 0              | 0              | 0              | 0              | 0        | 0      | 0           | 0          | 0          | 0          | 0           | 0          | 0                | 0                | 0                | 0                | 0        | 0      | 0           | 0          |
| D. Solanke      | 0              | 0              | 0              | 0              | 0        | 0      | 0           | 0          | 0          | 0          | 0           | 0          | 1                | 0                | 0                | 0                | 1        | 0      | 0           | 0          |
| J. Terry        | 38             | 5              | 2              | 0              | 0        | 0      | 0           | 0          | 4          | 1          | 1           | 0          | 7                | 2                | 1                | 0                | 49       | 8      | 4           | 0          |
| F. Torres       | 0              | 0              | 0              | 0              | 0        | 0      | 0           | 0          | 0          | 0          | 0           | 0          | 0                | 0                | 0                | 0                | 0        | 0      | 0           | 0          |
| M. van Ginkel   | 0              | 0              | 0              | 0              | 0        | 0      | 0           | 0          | 0          | 0          | 0           | 0          | 0                | 0                | 0                | 0                | 0        | 0      | 0           | 0          |
| Willian         | 36             | 2              | 3              | 0              | 2        | 1      | 0           | 0          | 4          | 0          | 1           | 0          | 7                | 1                | 1                | 0                | 49       | 4      | 5           | 0          |
| K. Zouma        | 15             | 0              | 0              | 0              | 2        | 1      | 0           | 0          | 5          | 1          | 0           | 0          | 4                | 0                | 0                | 0                | 26       | 2      | 0           | 0          |